# Formula One 04
Formula One 04 es un videojuego de carreras basado en la temporada 2004 del campeonato mundial de Fórmula 1. Fue desarrollado por SCE Studio Liverpool para la consola PlayStation 2, y fue lanzado en Europa el 30 de junio de 2004.

## Jugabilidad
El juego cuenta con los diez equipos y veinte pilotos que compiten en la temporada 2004 (a excepción de los cambios de mitad de temporada), así como los dieciocho circuitos y los Grandes Premios que formaron el campeonato, incluyendo el nuevo Circuito Internacional de Baréin y el Circuito Internacional de Shanghái.
Es el primer juego de Fórmula 1 que contiene un 'Modo carrera', lo que permitió a los jugadores trabajar en los equipos de Fórmula 1 a lo largo de un número fijo de temporadas (aunque sea una versión repetida de la temporada 2004 cada vez). Los jugadores comenzarían las pruebas en un monoplaza genérico, y si les fue bien en la prueba, un pequeño equipo como Minardi les ofrecería un contrato. Luego, los jugadores se abrirían camino en la parrilla a lo largo de su 'carrera' a través de una combinación de buenas pruebas y rendimiento. Este juego también tenía juego en línea disponible.
Este es el único juego de F1 en la serie que se cambiará en términos de juego después del lanzamiento original. En la versión original, hubo un error que cuando, durante el cronometraje de la IA, se detiene todo el campo a la velocidad del pit lane, luego aceleraron una vez que algunos de los autos de la IA habían hecho su parada, y era muy común seguir un monoplaza que repentinamente se detenía y terminarías golpeando su alerón trasero y terminando tu carrera. Studio Liverpool respondió a las inquietudes de los fanáticos sobre este problema y solucionó este problema técnico en el lanzamiento de la versión Platinum.
Formula One 04 fue lanzado en Europa (PAL) y Japón (NTSC). El juego presenta todos los pilotos y pistas de la temporada 2004, pero no presenta a los conductores de reemplazo que aparecieron en la temporada real de F1, por lo tanto Timo Glock, Marc Gené, Antônio Pizzonia, Jacques Villeneuve y Ricardo Zonta no aparecen en el juego.

## Desarrollo
Fórmula Uno 04 fue anunciada el 21 de abril de 2004 por Sony Computer Entertainment Europe, y fue el segundo juego exclusivo de Sony Computer Entertainment y Formula One Administration, después de Formula One 2003. El juego se lanzó oficialmente en Londres antes del Gran Premio de Gran Bretaña de 2004 con la modelo Emma B actuando como la cara del juego.

## Recepción
Fórmula Uno 04 recibió críticas positivas en el lanzamiento, y tiene una puntuación global del 77,96% en GameRankings.
Steve Boxer de The Guardian elogió los gráficos, el manejo del monoplaza, y la inclusión de todas las dieciocho pistas, pero criticó la dificultad del modo de carrera y la falta de ayuda en la configuración del monoplaza, afirmar que 'es imposible hacer otra cosa que no sea una herramienta en la parte posterior del campo sin hacer pequeños ajustes con la configuración de su automóvil, lo cual es aburrido y no tiene remedio para hacerlo sin un mecánico virtual que lo ayude'.

## Patrocinadores relacionados con el alcohol y el tabaco
Todos los patrocinadores de alcohol y tabaco están censurados.
- Marlboro en el Ferrari está completamente censurado.
- West en el McLaren es reemplazado por "David", "Kimi", y "Team" (en modo carrera) (como en la vida real).
- Mild Seven en el Renault es reemplazado por los números de los monoplazas y los nombres completos de los pilotos (como en la vida real).
- Beck's en el Jaguar es reemplazado por "Best's".
- Lucky Strike en el BAR es reemplazado por "Look Left", "Look Right", y "Don’t Walk", con un código de barras.
- Budweiser en el Williams es reemplazado por el color normal del monoplaza.
- Benson & Hedges en el Jordan es reemplazado por "Be on Edge".